# Alberto Pagani
Alberto Pagani, född 29 augusti 1938 i Milano, död 11 september 2017 i Caronno Varesino i Lombardiet, var en italiensk roadracingförare aktiv i världsmästerskapen från 1959 till 1972. Han deltog i samtliga klasser från 50cc till 500cc. Bästa säsongen var 1972, då han var fabriksförare för MV Agusta tillsammans med Giacomo Agostini och blev VM-tvåa efter denne i 500-klassen. Alberto Pagani var son till 1949 års 125-världsmästare Nello Pagani.

## Segrar 500GP
| Nr | Grand Prix  | År   |
| -- | ----------- | ---- |
| 1  | Italien     | 1969 |
| 2  | Italien     | 1971 |
| 3  | Jugoslavien | 1972 |